# Санкт-Андре-Вёрдерн
Санкт-Андре-Вёрдерн (нем. Sankt Andrä-Wördern) — ярмарочная коммуна (нем. Marktgemeinde) в Австрии, в федеральной земле Нижняя Австрия.
Входит в состав округа Тульн. Население составляет 7014 человек (на 31 декабря 2005 года). Занимает площадь 39,37 км². Официальный код — 32142.

## Достопримечательности
- Грайфенштайн — средневековый замок.

## Известные уроженцы и жители
- Курт Вальдхайм (1918—2007) — австрийский дипломат и политик, 4-й Генеральный секретарь ООН (1972 — 1981), Президент Австрии (1986 — 1992).
- Франц Кренн (1816—1897) — австрийский композитор, музыкальный педагог, органист.